# Gridley (Califórnia)
Gridley é uma cidade localizada no estado americano da Califórnia, no Condado de Butte. Foi incorporada em 23 de novembro de 1905.

## Geografia
De acordo com o United States Census Bureau, a cidade tem uma área de 5,4 km², onde todos os 5,4 km² estão cobertos por terra.

## Demografia
Segundo o censo nacional de 2010, a sua população é de 6 584 habitantes e sua densidade populacional é de 1 228,07 hab/km². Possui 2 406 residências, que resulta em uma densidade de 448,77 residências/km².

## Marco histórico
Gridley possui apenas uma entrada no Registro Nacional de Lugares Históricos, o Hazel Hotel.